# Douchy (Loiret)
Douchy era una comuna francesa situada en el departamento de Centro-Valle de Loira, de la región de Loiret, que el 1 de enero de 2016 pasó a ser una comuna delegada de la comuna nueva de Douchy-Montcorbon al fusionarse con la comuna de Montcorbon.

## Demografía
| Gráfica de evolución demográfica de Douchy entre 1800 y 2013 |
|                                                              |

Los datos demográficos contemplados en este gráfico de la comuna de Douchy se han cogido de 1800 a 1999 de la página francesa EHESS/Cassini, y los demás datos de la página del INSEE.